# Kauliflorie

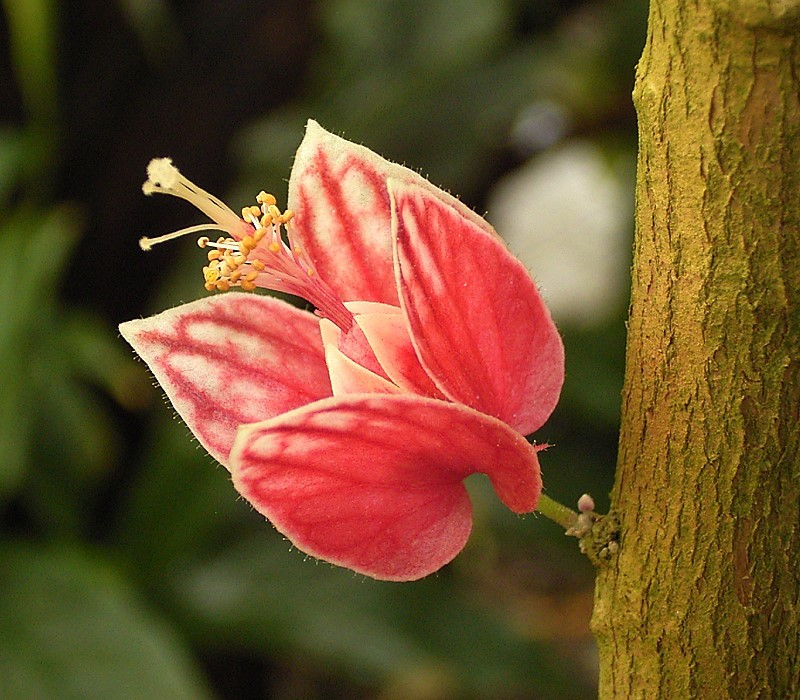
Květ pavonie Pavonia strictiflora

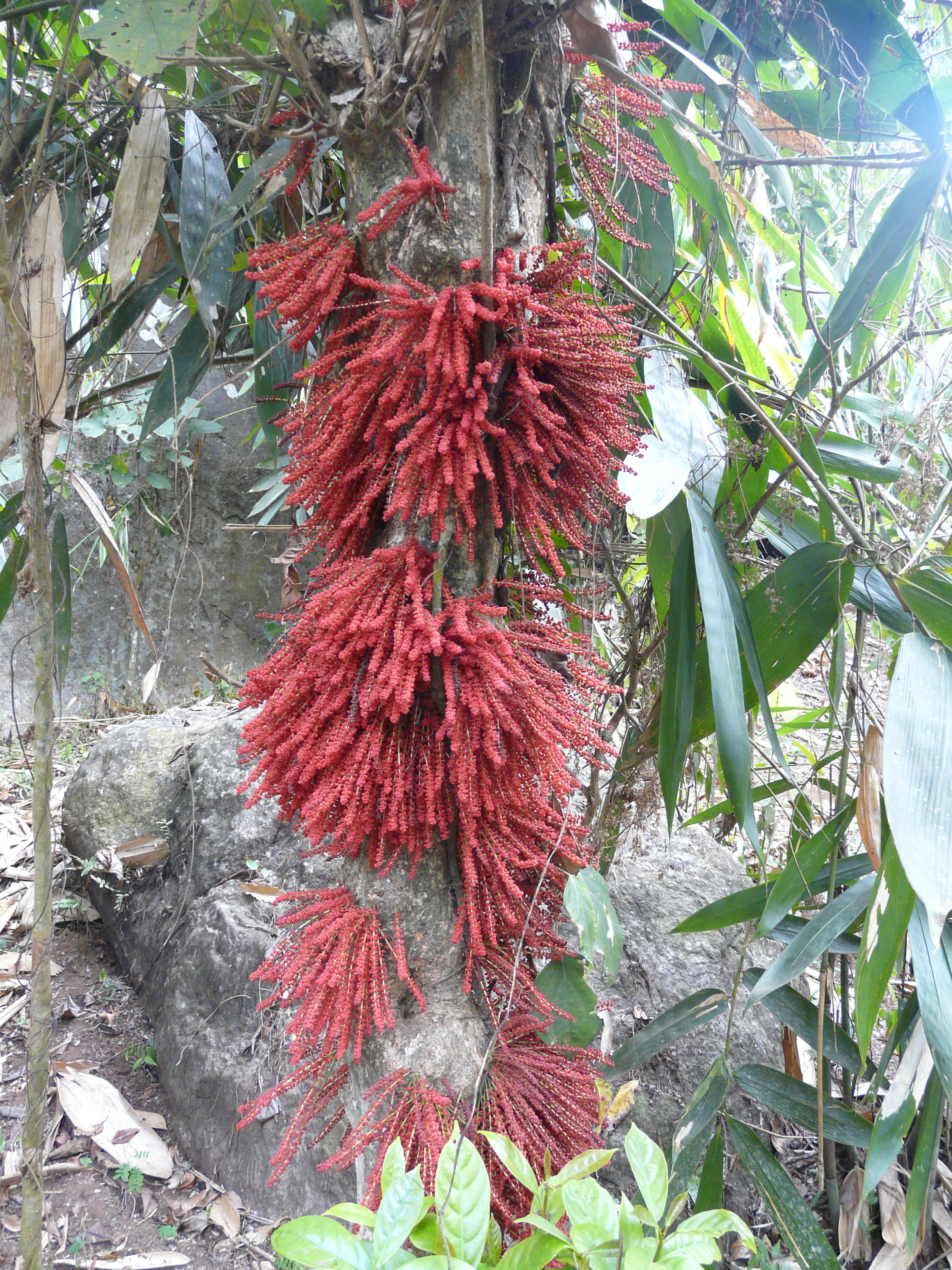
Kvetoucí Baccaurea courtallensis

Kauliflorie je schopnost některých tropických stromů vytvářet květy a květenství a plody přímo na hlavních větvích nebo i rovnou na kmeni. Tato schopnost je známa například u karamboly a kakaovníku.

## Speciální případy
Květy u některých druhů rostlin vyrůstají ze starších větví a nikoliv z kmene. Tento jev se označuje jako ramiflorie. U některých kauliflorních rostlin jsou květenství nahloučena ve spodní části kmene v blízkosti půdního povrchu. Je to přizpůsobení opylování lezoucími živočichy včetně ještěrů a nazývá se baziflorie či bazikaulikarpie. Lze se s ním setkat u některých druhů rodu fíkovník, tupa, Steleocarpus aj.

## Další příklady
- papája obecná (Carica papaya)
- rohovník obecný (Ceratonia siliqua)
- zmarlika Jidášova (Cercis siliquastrum)
- chlebovník obecný (Artocarpus altitis)
- chlebovník různolistý (Artocarpus heterophyllus)
- Castanospermum australe
- Parmentiera edulis
- lýkovec jedovatý (Daphne mezereum)
- tupa (Baccaurea)
- Plinia cauliflora

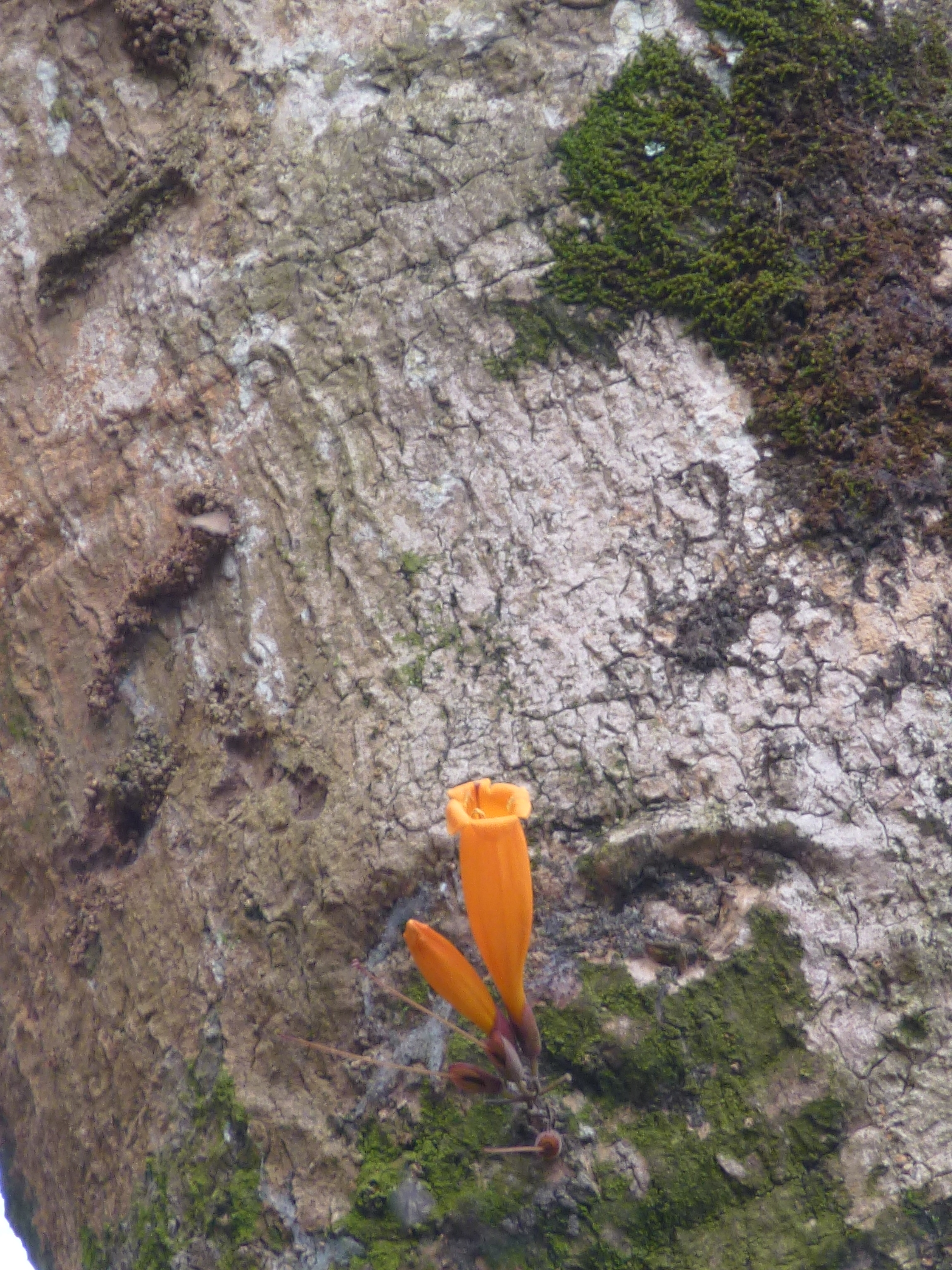
Květy na kmeni radermachery R. ignea
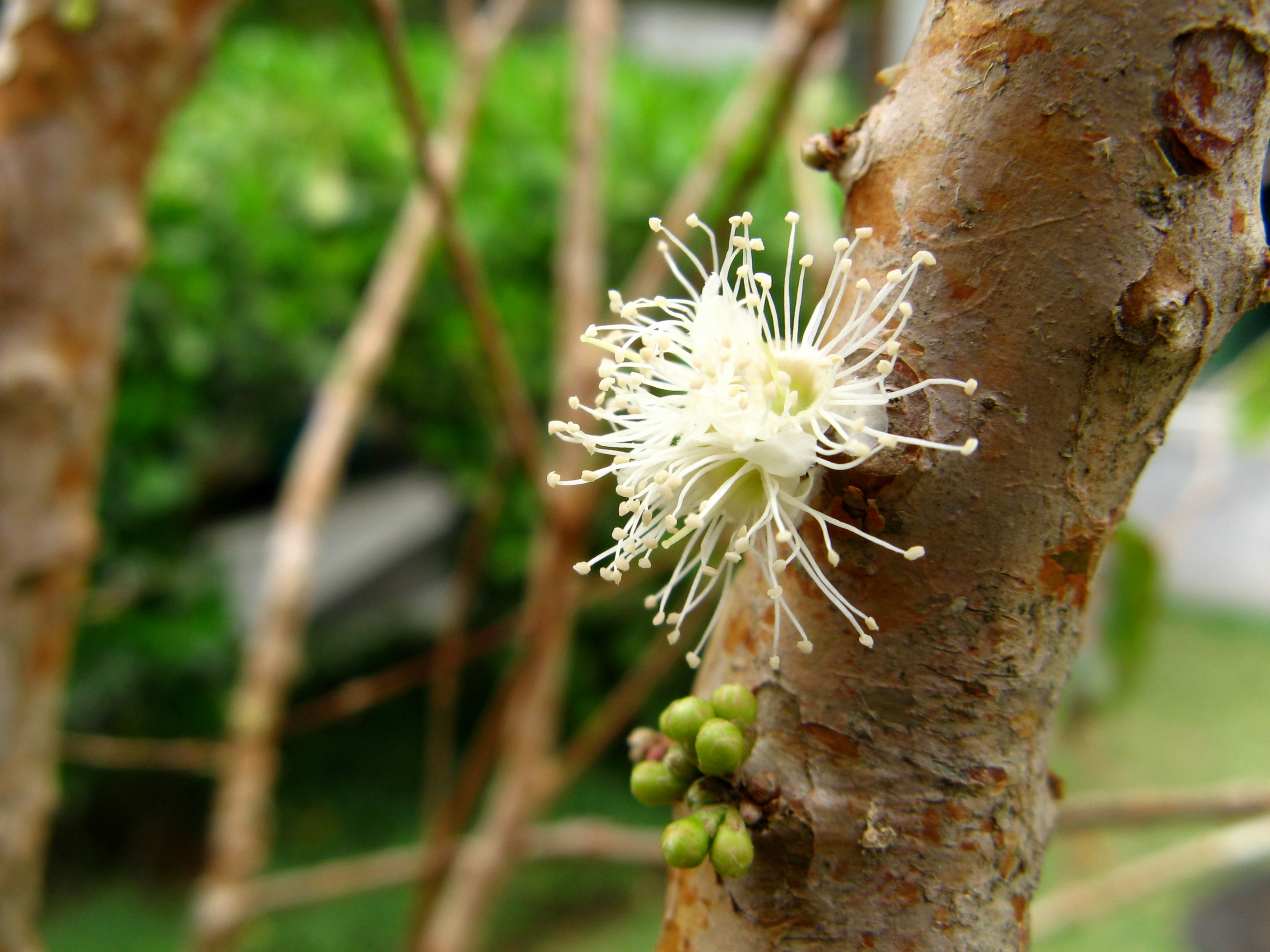
Květy na kmeni myrciarie Myrciaria cauliflora
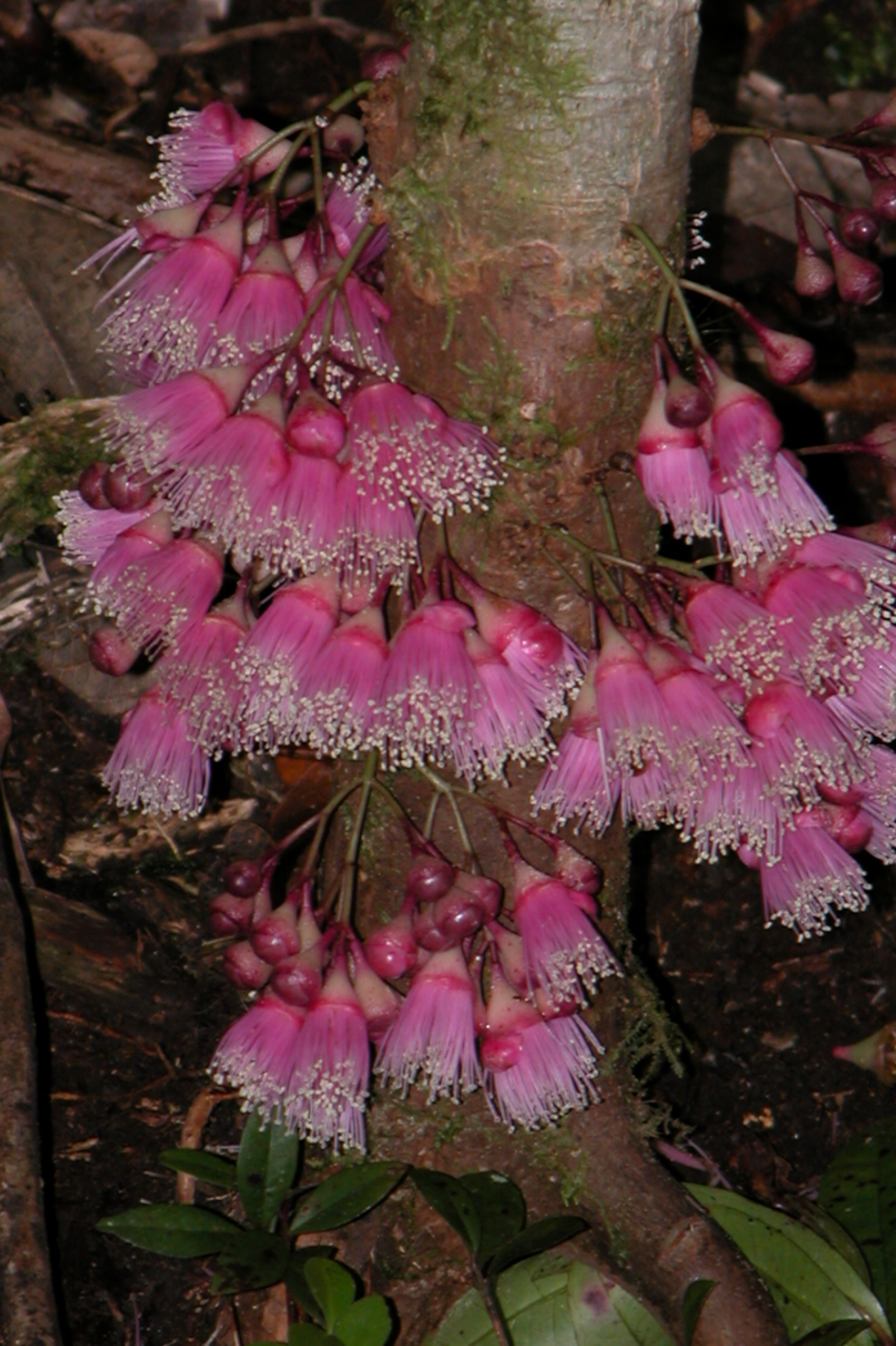
Kauliflorní druh hřebíčkovce Syzygium cordemoyi
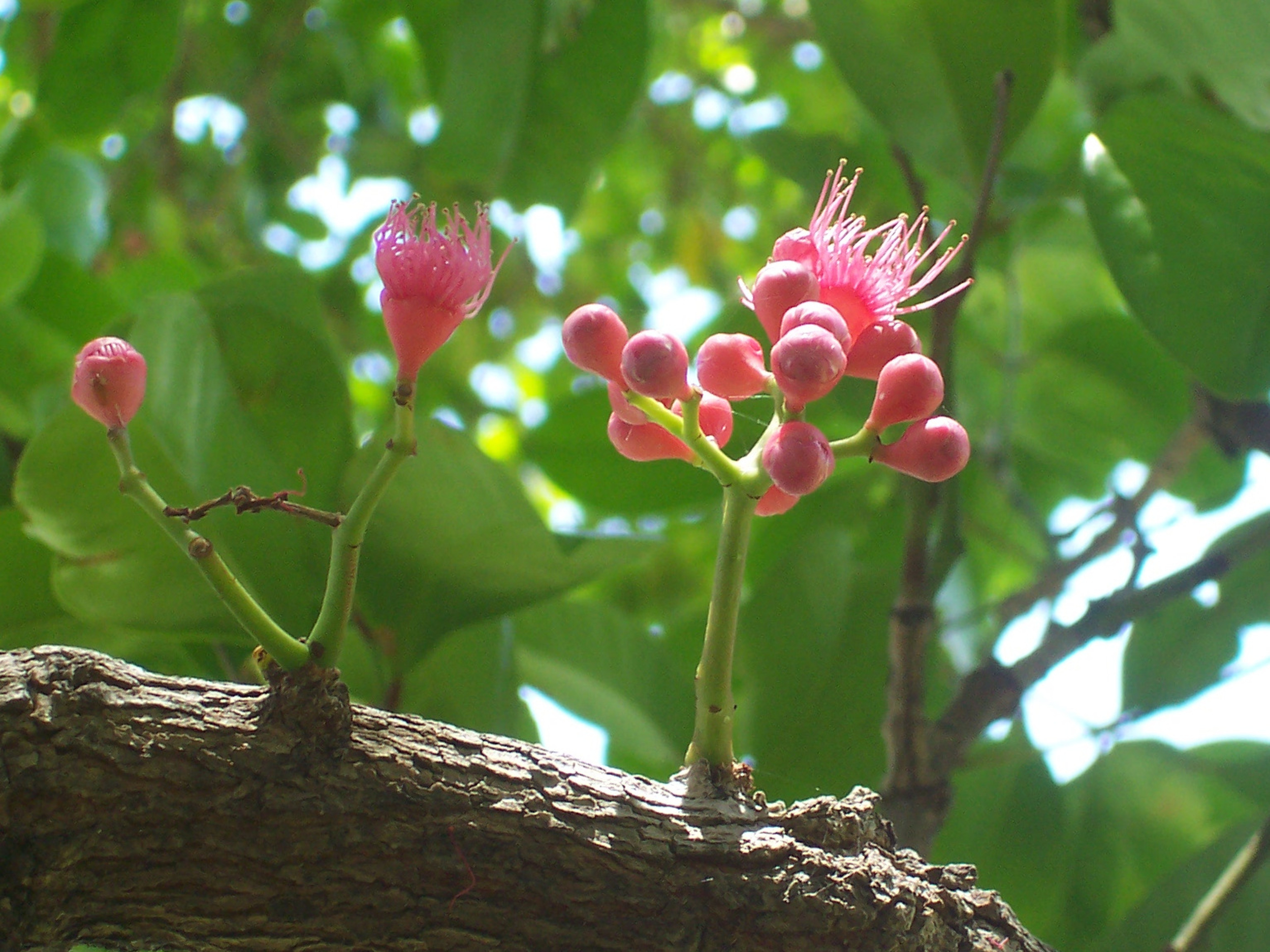
Kauliflorní květenství hřebíčkovce Syzygium moorei